# اسماعیل یکم سامانی
امیر اسماعیل سامانی (شوال ۲۳۴ هـ.ق. فرغانه – صفر ۲۹۵ هـ.ق. بخارا) از امیران دودمان سامانیان بود. وی شهر بخارا را به پایتختی برگزید و به زبان و ادب فارسی دلبستگی بسیار داشت. رودکی سروده‌هایی در ستایش او دارد.

## جغرافیای تاریخی فرارود
مسلمانان در اواسط قرن اول هجری قمری به فرارود گام نهادند و نام ماوراءالنهر را — که معادل عربی فرارود بود — برای آن سرزمین برگزیدند. همچنین مسلمانان نام وهروت (به‌رود) را به جیحون و رود گل زریون (چاچ) را به سیحون تغییر دادند. دربارۀ مرزهای جغرافیایی ماوراءالنهر در کتاب حدودالعالم این‌گونه آمده‌است: «ناحیه‌ای است که حدود مشرق وی حدود تبت است و جنوب وی خراسان است و حدود خراسان و مغرب وی غوز است و حدود خلخ و شمالش هم حدود خلخ است».
اعراب نام‌های شهرها و مناطق ماوراءالنهر را همچنان مانند گذشته باقی گذاشتند؛ اما نام بعضی مناطق و شهرها را برای سهولت در تلفظ  تغییر دادند؛ برای مثال سمرکند را سمرقند و چغانیان را صغانیان خوانند. بسیاری از جغرافی‌دانان مسلمان خراسان را از ماوراءالنهر جدا دانسته‌اند؛ اما مقدسی ماوراءالنهر را به اسم هیتل (هیطل)، قسمتی از خاوران دانسته، دراین‌باره چنین می‌گوید: «ابوزید (بلخی) خاوران را سه بخش برشمرده، خراسان، سکستان، ماوراءالنهر ولی من آن را به یک بخش در دو سوی جیحون خوانده هریک را به پایه گزارش نامیده‌ام… سرزمین خاوران را دو برادر به نام هیطل و خراسان، دو پسر عالم بن سام بن نوح، آباد کرده‌اند پس این سوی نهر به نام هیاطله خوانده می‌شود.». او دلیل این نام‌گذاری را این‌گونه توضیح داده‌است: «اگر پرسند که چرا مانند دیگر مردم هر سوی را سرزمینی جداگانه نشناساندی مگر نبینی خود مردم گویند خراسان و ماوراءالنهر؟ درپاسخ گفته شود ولی همین مردم نیز از مرزهای قومس تا طراز را خراسان می‌نامند».

## تبار و پیشینه
سامانیان نسب خود را به دهقانی به‌نامِ «سامان‌خُدا» -که زردشتی بود- می‌رساندند.  بعضی مورخان سامان را نام شخص نمی‌دانند؛ بلکه نام منطقه‌ای می‌دانند. سامان‌خدا لقبی مانند بخارا‌خدا و چغان‌خدا است. در زبان پهلوی کلمهٔ Xwâtây (خدا) به‌معنی شاه یا فرمانروا است. بعضی سامان را روستایی نزدیک سمرقند و بعضی دیگر آن را دهی در اطراف بلخ یا ترمذ می‌دانند. همچنین برخی معتقدند که بر اساس منابع نخستین دودمان سامانی در خراسان ظهور کرده است، نه در فرارود. جوزجانی نیز سامان را ناحیه‌ای در سغد قدیم می‌داند که جد سامانیان رئیس آن منطقه و لقب او سامان‌خدا بود. حمدالله مستوفی هم اجداد سامان‌خدا را از حکام ماوراءالنهر در قبل از اسلام می‌داند. در منابع تاریخ سامانی نسب این دودمان را برای کسب مشروعیت به بهرام چوبین می‌رسانند؛ حتی سامان‌خدا را از القاب بهرام چوبین عنوان می‌کنند.

## زمینهٔ تاریخی
در زمان امویان مردم فرارود در پی کسب استقلال، علیه حاکمان عرب‌تبار مبارزه کردند. یک سال پس از به قدرت رسیدن عباسیان قیامی شکل گرفت و فراگیر شد. ابومسلم، زیاد بن صالح را با سپاهی ده هزار نفره به بخارا فرستاد که در نهایت پیروز شد. در پی اختلافات بین چین و تاشکند -که در آن زمان تحت‌الحمایهٔ چین بود- تاشکندی‌ها از ابومسلم تقاضای کمک کردند و ابومسلم هم سپاه خود را به آنجا فرستاد. در نبرد بین سپاه چین و ابومسلم، سپاه ابومسلم پیروز شد و از پیشروی چینی‌ها به فرارود جلوگیری شد.
در زمان خلافت منصور عباسی شخصی به‌نامِ هاشم بن حکیم (المُقَنّع) در مرو ادعای نبوت کرد و به دستور خلیفه زندانی شد. در زمان خلافت مهدی، مقنع از زندان آزاد شد و دوباره ادعای نبوت کرد. او در فرارود پیروانی پیدا کرد. سرانجام خلیفه مهدی شخصاً برای فرونشاندن شورش وی به نیشابور آمد و پس از چند درگیری، با خودکشی مقنع این قیام فروکش کرد؛ ولی به نوشتهٔ نرشخی تا سال‌ها پیروان مقنع، سپیدجامگان، در روستاهای بخارا به دین المقنع باقی ماندند.
سامان، جد سامانیان، به دست اسد بن عبدالله القسری، والی خراسان مسلمان شد و به همین دلیل نام فرزند خود را اسد گذاشت. دیگر در منابع نامی از اسد نیست؛ تا این که در زمان خلافت هارون‌، حاکم خراسان، علی بن عیسی بن ماهان، مقدمهٔ شورش رافع بن لیث را در فرارود فراهم کرد. رافع از نوادگان نصر بن سیار، آخرین حکمران خراسان در زمان امویان بود که از سوی علی بن عیسی بن ماهان به مدت کمتر از یک سال حکمران سمرقند شد؛ اما رافع این حکم را نپذیرفت و علیه عباسیان شورش کرد. شورش رافع و نافرمانی‌های علی بن عیسی خلیفه را نگران کرده بود؛ پس او سپاهی به فرماندهی هرثمه به خراسان فرستاد. هرثمه توانست علی بن عیسی را مطیع کند؛ ولی از سرکوب رافع بن لیث بازماند. سرانجام خلیفه هارون همراه فرزندش مأمون راهی خراسان شد. در طول سفر مأمون نامه‌ای به فرزندان اسد به سامان فرستاد و به آن‌ها دستور داد تا هرثمه را در نبرد با رافع همراهی کنند؛ اما فرزندان اسد میان آن‌ها میانجی‌گری کردند و رافع در برابر خلیفه تسلیم شد. غسان بن عباد، والی خلیفه در خراسان، به دلیل حمایت پسران اسد از خلیفه به آن‌ها پاداش داد و هر یک از آن‌ها حاکم یک شهر شدند؛ نوح حاکم سمرقند، احمد حاکم فرغانه، یحیی حاکم شاش و الیاس حاکم هرات شد؛ اما بازماندگان الیاس در هرات نتوانستند به‌خوبی بدرخشند و به همین دلیل سامانیان در ابتدا تنها در فرارود قدرت گرفتند.
الیاس در سال ۲۴۲ هجری/ ۸۵۶ میلادی درگذشت و پسرش ابراهیم جانشین وی شد. بعدها محمد بن طاهر، ابراهیم را از هرات فراخواند و سرداری سپاه خود را به او سپرد؛ اما او در جنگ با خوارج سیستان ناموفق بود. هنگامی که یعقوب بن لیث هرات را محاصره کرد، والی طاهری ابراهیم را برای مقابله با او فرستاد؛ اما ابراهیم در سال ۲۵۳ هجری/ ۸۶۷ میلادی از یعقوب شکست خورد و به نیشابور متواری شد. سرانجام ابراهیم در نیشابور در برابر یعقوب تسلیم و به اسارات گرفته شد و یعقوب او را به سیستان فرستاد.
پس از غسان، طاهر بن حسین به قدرت رسید. در طول حکومت او فرزندان اسد به حکومت ادامه دادند. نوح بن اسد در سال ۲۲۷ هجری/ ۸۴۲ میلادی و یحیی نیز در سال ۲۴۱ هجری/ ۸۵۶ میلادی درگذشتند. پس از مرگِ یحیی قلمرو او به احمد رسید؛ در دوران احمد حکومت سامانی گسترش یافت و مستحکم شد. پس از مرگ احمد حکومت در میان بازماندگان او موروثی شد. نصر، بزرگ‌ترین فرزند احمد، در زمان حیات او به حکومت سمرقند و فرغانه منصوب شد. احمد پیش از مرگش نصر را جانشین خود ‌کرد تا پس از او حکومت دچار آشفتگی نشود. احمد سمرقند را نیز پایتخت قرار داد و برادرهای خود را در قسمت‌های مختلف فرارود حاکم کرد. با اینکه حکومت طاهریان در خراسان روبه‌زوال بود؛ ولی فرارود همچنان قسمتی از خراسان و ملک آنان محسوب می‌شد. در سال ۲۵۹ هجری/ ۸۷۳ میلادی یعقوب لیث با فتح نیشابور و اسیر کردن احمد بن طاهر، حکومت طاهریان را از میان برد. یعقوب لیث در فکر مقابله با خلافت بود؛ ولی برای روبه‌رو نشدن با امیر نصر فتوحات خود را به‌سمت غرب ادامه داد. در مقابل خلیفه نیز صلاح دید برای مقابله با یعقوب، امیر نصر را یاری کند؛ به همین دلیل حکومت امیر نصر بر فرارود را به رسمیت شناخت. با سقوط طاهریان و فقدان حکومتی قدرتمند، بخارا ناامن شد و مردم آنجا از امیر نصر درخواست کمک کردند؛ امیر نصر نیز برادر خود، اسماعیل را به بخارا فرستاد و این آغاز ورود اسماعیل به سیاست بود.

## سال‌های ابتدایی
اسماعیل بن احمد بن سامان، در شوّال ۲۳۴ هجری/ آوریل ۸۴۹ میلادی در فرغانه متولد شد. تولد او مقارن با زمامداری طاهر دوم در خراسان و خلافت متوکل عباسی در سامرا بود. اسماعیل در شانزده‌سالگی پدر خود را از دست داد و جانشین پدر و برادر بزرگ‌ترش نصر او را به سرپرستی گرفت. نصر اول سامانی در تربیت اسماعیل و پرورش توانایی‌های او کوشش بسیار کرد.

### حکومت بخارا
فقدان حکومت مقتدری همچون طاهریان موجب بروز ناامنی در بخارا شد. در همین راستا ابوعبدالله بن ابی حفض، از فقهای بزرگ بخارا، نامه‌ای برای امیر نصر فرستاد و از او درخواست کمک کرد. نصر پیرو درخواست ابوعبدالله برادرش اسماعیل را در سال ۲۶۰ هجری/ ۸۷۴ میلادی -که حدوداً بیست و شش ساله بود- برای حکمرانی بخارا فرستاد. بخارا که در سرحدات جیحون قرار داشت، اولین مانع در برابر هجوم یعقوب و دیگر مدعیان خراسان و خوارزم بود و ازاین‌رو بسیار اهمیت داشت. اسماعیل با رسیدن به کرمینه در نزدیکی بخارا برای ورود به شهر مردد شد؛ ولی با استقبال ابوعبدالله تردید او از بین رفت. امیر اسماعیل پس از ورود به بخارا در اولین اقدام خود حسین بن محمد الخوارجی را دستگیر کرد. البته امیر اسماعیل زمانی که در کرمینه اقامت داشت از طریق سفیران خود با حسین بن محمد خوارجی که بر شهر بخارا مسلط بود گفت‌وگوهایی انجام داده بود. طبق توافق طرفین قرار بر این بود که اسماعیل حاکم بخارا و حسین بن محمد خوارجی نایب یا قائم‌مقام او باشد. امیر اسماعیل وقتی حسین خوارجی را زندانی کرد، بر شرایط بخارا مسلط شد. او پس از مدتی برادرش ابوزکریا یحیی بن احمد را به‌نیابت از خود به‌عنوان حاکم آن شهر منصوب کرد و به‌سوی سمرقند حرکت کرد. دلیل این اقدام او مشخص نیست؛ اما از آنجا که بدون اطلاع امیر نصر به این اقدام دست زد، باعث دلخوری وی شد. بعد از گذشت سیزده ماه درگیری بین امیر نصر و اسماعیل، نصر با مداخلهٔ بزرگانِ دربار، اسماعیل را به بخارا بازگرداند.
اسماعیل با ورود دوباره به بخارا با اوضاع نابسامان آن ناحیه مواجه شد؛ چراکه در نبود او راهزنان و اوباشان در بخارا قدرت گرفته بودند و اموال مردم را غارت می‌کردند. امیر اسماعیل با دیدن این شرایط، حسین بن العلا، صاحب شُرَط را برای مقابله با راهزنان فرستاد. حسین بن العلا با کمک بزرگان بخارا بر دزدان و اوباش مسلط شد، رئیس آن‌ها را به قتل رساند، گروهی را اسیر کرد و به سمرقند فرستاد. پس از این وقایع، حسین بن طاهر الطائی با دو هزار سپاهی از خوارزم به‌سوی بخارا لشکر کشید. در این هنگام امیر اسماعیل شخصاً برای مقابله با حسین بن طاهر به‌سوی او حرکت کرد. پس از نبردی سنگین، امیر اسماعیل لشکریان حسین بن طاهر را شکست داد؛ ولی او همچنان موقعیت خود را در بخارا چندان مستحکم نمی‌دید. امیر اسماعیل برای حل این مسئله، بزرگان بخارا را برای عذرخواهی از جانب خود به سمرقند نزد امیر نصر فرستاد و از او خواست که آن‌ها را بازداشت کند تا خودش بتواند بر امور بخارا مسلط شود. با این تدبیر، امیر اسماعیل قدرت خود را در بخارا تثبیت کرد و بعد از اطمینان از جایگاه خود، بزرگان بخارا را به شهر فراخواند. اسماعیل با رسیدگی به اوضاع بخارا و سرکوب راهزنان در مدتی کوتاه شایستگی خود را نشان داد.

### درگیری با نصر
دیری نگذشت تا بین اسماعیل و نصر بر سر تعیین مالیات درگیری پیش آمد.در نبرد سال ۲۷۵ هجری/ ۸۸۸ میلادی اسماعیل رفتاری استثنایی در برابر نصر از خود نشان داد، او پس از نبرد برادرش را به قدرت برگرداند و خود ذیل قدرت او قرار گرفت. بسیاری از ادیبان و حکایت‌نویسان این واقعه را دست‌مایهٔ قصه‌پردازی‌ها و داستان‌سرایی‌های خود قرار دادند. نحوهٔ برخورد اسماعیل با برادرش بر جانشینی وی بی‌تأثیر نبود.با اینکه اسماعیل بر نصر پیروز شده بود؛ اما مرکز حکومت را به سمرقند منتقل نکرد و بخارا را مرکز حکومت کرد.در سال ۲۶۱ هجری/ ۸۷۵ میلادی خلیفه در مخالفت با ادعاهای یعقوب بن لیث صفاری منشور حکومت بر تمام فرارود را برای نصر بن احمد فرستاد و به حکومت سامانیان بر فرارود مشروعیت بخشید. با اینکه اسماعیل برادرش را شکست داده بود و عملاً حکومت فرارود را در دست داشت، از دید خلیفه همچنان نصر حاکم رسمی فرارود بود و اسماعیل هم تا زمان مرگ نصر از این قاعده تخطی نکرد.

## امارت سامانی
اسماعیل در سال ۲۷۹ هجری/ ۸۹۲ میلادی پس از مرگ نصر حاکم کل فرارود شد. او تا سال ۲۹۵ هجری/ ۹۰۷ میلادی به‌مدت شانزده سال حکومت سامانیان را در دست داشت. به‌عقیدٔ هروی از آنجا که نمی‌توان چهارچوب‌های زمامداری در این عصر را مبتنی بر اصول و اسباب سلطنت دانست، باید از کلماتی مانند امیر به‌جای سلطان یا پادشاه و از امارت به‌جای پادشاهی استفاده کرد. او سخن کسانی که امرای سامانی را با القابی چون پادشاه یا امثال آن خطاب کرده‌اند، بی‌پایه می‌داند.

### فتوحات در فرارود
امیر اسماعیل سامانی تنها امارت یک حکومت محلی بر ماوراءالنهر را برعهده داشت که مشروعیت خود را از خلیفه عباسی می‌گرفت. با اینکه حکومت سامانی مانند گذشته دیگر تحت‌سلطهٔ حکومت‌هایی چون طاهریان نبود؛ ولی همچون حکومت صفاریان قدرتمند نبود.  تنها اقدام نظامی آن‌ها حملاتی بود که در سال ۲۷۹ هجری/۸۹۲ میلادی به استپ‌های شمالی انجام دادند. امیر اسماعیل تنها چند ماه پس از به حکومت رسیدن به‌شکل حساب‌شده‌ای به‌سوی سرحدات ترکان پیش‌روی کرد. او پیش از این نیز انتصاباتی سیاسی در زادگاه خود فرغانه انجام داد؛ برادرش ابوالاشعث اسد -که سابقاً طرف نصر را گرفته بود- عزل کرد، برادر کوچکترش اسحاق را به‌عنوان حاکم فرغانه برگزید و از آن ناحیه آسوده‌خاطر شد.

امیر اسماعیل پس از ایجاد آمادگی‌ و  انجام اقدامات اولیه، لشکر عظیمی به دیار ترکان فرستاد. این لشکر پس از گذر از سیحون و تسلط بر منطقهٔ چاچ و اسبیجاب، طراز را فتح کرد. در نتیجهٔ این فتح بردگانِ ترک و حیوانات بسیاری به غنیمت گرفته شدند و یک کلیسای مسیحی نسطوری به مسجد تبدیل شد. طبری دراین‌باره می‌گوید: 
 در این سال خبر آمد که اسماعیل بن احمد به غزای دیار ترک رفته و چنان‌که می‌گفتند، شهر پادشاهشان را گشود و او را با زنش خاتون و نزدیک ده هزار کس، اسیر گرفته و بسیار کس از آنان را کشته و اسبان بسیار به غنیمت گرفته که شمار آنان دانسته نیست و سوار مسلمان به هنگام تقسیم غنیمت، هزار درهم گرفته‌است.
مشخص نیست که فتح طراز برای پیشگیری از حملهٔ ترکان بوده یا برای افزایش سلطه یا همان طور که مورخان درباری سامانی می‌گویند برای گسترش اسلام بوده است. می‌توان گفت که اسماعیل با این لشکرکشی‌ها به چهار مقصود می‌رسید:
1. امنیت‌ بخشیدن به مناطق فرارود و سرحدات مشترک با ترکان
2. به رخ کشیدن قدرت خود برای مدعیان قدرت در خراسان
3. مشروعیت یافتن نزد خلفا با انجام غزوات اسلامی
4. محک زدن توان نظامی بالقوهٔ سامانیان برای درگیری‌های احتمالی آینده در غرب قلمروشان[۴۵]

این لشکرکشی نخستین پیشروی نظامی گسترده در بلاد ترک و کفر در تاریخ ایران پس از اسلام است؛ در نتیجه تأثیر بسزایی در ورود ترکان به سرزمین‌های اسلامی داشته است؛ به‌طوری که دستجاتی از آن‌ها به‌عنوان غلامان پیشکش برای خلیفه فرستاده شدند، از این طریق اسلام در سرزمین‌های آن‌ها تبلیغ شد و بسیاری دیگر مسلمان شدند. از طرفی این لشکرکشی با مشروعیت‌بخشی به حضور ترکان در بلاد اسلامی، نقطهٔ عطفی در تاریخ ایران پس از اسلام است. هجوم امیر اسماعیل به سرحدات ترکان باعث شد در جهان اسلام به امیر غازی ملقب شود. همچنین در نتیجهٔ این لشکرکشی چنان امنیتی در شهرهای فرارود برقرار شد که دیوارهای اطراف شهر کارکردشان را از دست دادند و به حال خود رها شدند؛ تا بدان‌جا که دیوارهای بخارا به‌دستور امیر اسماعیل خراب شدند.
سپس سامانیان به حاکمان اشروسنه، افشین‌ها، حمله کردند و سلطهٔ خود را تا آن ناحیه گسترش دادند. در این دوره آنان وارد درگیری‌های نظامی داخلی ایران نشدند؛ به همین علت از آسیب‌ها از سوی رقبای سیاسی نظامی به حکومت‌های خراسان مصون ماندند. سامانیان تا زمانی که به اجبار وارد درگیری‌ها نشدند، کمتر در امور خراسان و دیگر ولایات اطراف دخالت کردند و بیشتر به اصلاحات داخلی پرداختند. تشکیل ارتش از همین قبیل است. پیش از آنکه امیر اسماعیل سپاه ثابتی ایجاد کند، رعایای جوانِ دهقانان نیروی نظامی امیر اسماعیل را تأمین می‌کردند؛ ولی دهقانان مخالف تمرکز قدرت در دست امیر اسماعیل بودند. امیر اسماعیل نیز برای محدود کردن قدرت دهقانان، مبارزه با آن‌ها و شاید ترس از مردم فرارود سپاهیان ترک را به‌ کار گرفت.

### زمینه‌های درگیری با عمرولیث
در سال ۲۷۹ ه. / ۹۰۲ م. رافع توسط خلیفه عباسی از امارت خراسان برکنار شد ولی از آن فرمان تبعیت نکرد و خلیفه هم برای سرگرم نگه داشتن عمرولیث، وی را مأمور سرکوب او قرار داد. پس از موفق شدن عمرولیث، او حاکم کل خراسان تا کنار رود جیحون شد. و این رود مرز صفاریان و سامانیان قرار گرفت.
عوامل درگیری صفاریان و سامانیان را می‌توان موارد زیر دانست:
1. مرگ یعقوب لیث: مرگ وی در ۲۵۶ه. / ۸۷۸–۸۷۹ م. باعث تزلزل در قلمرو گسترده صفاریان شد و شورش مدعیان سرزمین‌های صفاری شد.[۵۴]
2. عملکرد عمرولیث: سیاست وی در ابتدا مدارا با خلیفه و سرکوب شورش‌ها بود. ولی هرچه بیشتر طول می‌کشید سیاست خودمختاری وی بیشتر افزایش میافت. و همین عامل باعث شد کم‌کم‌تنش بین وی و حکام قدرتمند منطقه مانند امیر اسماعیل افزایش یافت.[۵۵] وی همچنین دچار مسئلهٔ خودبزرگ‌بینی شده بود و مانند اسلافش در اندیشهٔ حکومت بر فرارود بود.[۵۶]
3. سیاست خلیفه: خلیفه از قدرت‌گیری صفاریان بیمناک بود و صفاریان و سامانیان را با هم درگیر کرد.[۵۷]

### درگیری با عمرو لیث
در آن دوران قدرتمندان تلاش می‌کردند ابتدا مشروعیت دینی حکمرانی بر ولایتی را از خلیفه کسب کنند و سپس با زور بر آن منطقه مسلط شوند که از جملهٔ این افراد عمرولیث بود. بعد از مرگ معتمد او فرستاده‌ای به همراه هدایای زیاد برای معتضد (خلیفهٔ جدید) فرستاد و پس از تقدیم احترام و هدایا از او ولایت خراسان را درخواست کرد. خلیفه نیز این خواسته را اجابت کرد. وی پس از این اقداماتی برای دفع مدعیان خراسان انجام داد.
با وجود این که اغلب منابع اولیه به طرفداری از اسماعیل، عمرولیث را متجاوز به قلمرو سامانیان می‌دانند ولی در اصل سامانیان از حضور صفاریان در خراسان نگران بودند و با حمایت و پناه دادن به مخالفان عمرولیث و حمایت از آنان اولین قدم به سوی درگیری‌ها را برداشتند. وقتی اسماعیل خوارزم را اشغال کرد و صفاریان نتوانستند به زور آن را پس بگیرند؛ عمرولیث به خلیفه متوسل شد و حکومت فرارود را از او خواست و در عوض وعده داد علویان طبرستان را سرکوب کند و اگر خلیفه مخالفت کرد خودسرانه اسماعیل را از فرارود بیرون کند. خلیفه این‌جا با سیاست تفرقه اندازی ای که داشت از یک سمت فرمان حکومت بر فرارود را برای عمرولیث فرستاد و از سوی دیگر برای اسماعیل نوشت: «ما دست تو را کوتاه نکردیم زان عمل که کرده بودیم.» دلیل عمدهٔ خلافت برای این سیاست را می‌توان این دانست که خلیفه از این حقیقت که عمرولیث همچون برادرش یعقوب در اندیشهٔ فتح بغداد است آگاه بود و نمی‌خواست از سه جبهه شرق (صفاریان) غرب (بیزانس و خاندان طولونی) و شورش‌های بین‌النهرین مورد تهدید واقع شود. جالب آن که بعضی منابع آورده‌اند که بعد از فرمان خلیفه مبنی بر حکمرانی عمرولیث بر فرارود او برای این فرمان شکر کرد ولی از نرسیدن کمک نظامی و مالی خلیفه شگفت زده شد!
پس از آن که تلاش‌های دیپلماتیک عمرولیث برای عقب راندن اسماعیل نتیجه ندادند؛ وی سپاهی به اطراف رود جیحون فرستاد که با شبیخون اسماعیل رو به رو شد و در نتیجهٔ این کارزار جمعی از بزرگان لشکر اسیر و کشته و سایرین متواری شدند. عمرولیث که از این شکست خیلی عصبانی بود یک سال بعد شخصاً با سپاهی راهی بلخ شد و آن جا مستقر شد. اسماعیل با حرکتی جهت پیشگیری بلخ را محاصره کرد و بعد از درگیری‌های متعدد نهایتاً در نبردی که اواخر ربیع الاول ۲۸۷ ه. /۹۰۰ م. رخ داد سپاه عمرولیث را پراکنده و خود او را اسیر کرد و به بغداد فرستاد. این دستاورد نزد محققان مدرن مهم‌ترین پیروزی اسماعیل است.

در نکوهش عمرولیث، ابن اثیر آورده: 
تصمیم بر جنگ با سامانیان بدترین رویه بود و اگر به مشورت یاران و ناصحین عمل نمی‌کرد و اگر عمرو و اسماعیل متحد می‌شدند، می‌توانستند آزادی و استقلال و عظمت ایران را تجدید کنند.
 بنابراین این جدال بیش از همه به نفع خلیفهٔ عباسی بود که توانست با تفرقه افکنی به‌طور غیر مستقیم دشمنان بالقوه یا بالفعل خود را تضعیف کند.

### طبرستان و ری
با قدرت گرفتن علویان زیدی در طبرستان در سال ۲۵۰ ه. / ۸۶۴ م. این ناحیه در عمل از دست خلافت عباسی خارج شد. علویان که از اساس مخالف خلافت بودند. در زمان محمد بن زید از این سلسله؛ وی قدرت کامل در طبرستان را به دست گرفته بود و حتی می‌توانست کنش‌هایی خارج از ناحیهٔ طبرستان انجام دهد.
اکثر منابع آورده‌اند محمد بن زید علوی که در طبرستان حکومت داشت در جریان جنگ عمرولیث و اسماعیل از فرصت استفاده کرد و سعی کرد خراسان را فتح کند اما در حقیقت از نظر دستگاه خلافت علویان باید به هر جهت از میان برداشته می‌شدند. پس خلیفه در ازای نابودی علویان حاضر به دادن امتیازات زیادی بود. قطعاً پس از پیروزی اسماعیل در بلخ توقع داشت وی علویان را سرکوب کند. پس بعد از این که هوای حکمرانی به طبرستان به سر اسماعیل افتاد خلیفه هم از او پشتیبانی کرد و منشور حکومت بر طبرستان را نیز برای او فرستاد. اسماعیل برای جنگ با محمد بن زید علوی لشکری به رهبری محمد بن هارون فرستاد و از آن جا که جنگ در دروازه گرگان رخ داد معلوم می‌شود هجوم اولیه از سمت سامانیان بوده. در این جنگ خونین سپاه سامانی شکست خورد ولی وقتی سپاه علوی برای جمع‌آوری غنائم متفرق شدند؛ مورد شبیخون سپاه سامانی قرار گرفتند و از بین رفتند. در این جریان محمد بن زید زخمی شد و چند روز بعد مرد. بسیاری از محققان این نبرد را خونینترین جنگ قرن چهارم هجری دانسته‌اند. اسماعیل با این اقدامات خود وقفه ای ۱۴ ساله در حکومت علویان طبرستان ایجاد کرد.

### شورش محمد بن هارون و ناصر کبیر
محمد بن هارون یک سال و نیم از سمت اسماعیل در طبرستان حکومت کرد ولی بعد ضد او شد. بعد از این که اسماعیل برای سرکوب او راهی طبرستان شد فرار کرد. همزمان با این اوضاع ناصر کبیر که از علویان بود با تعداد زیادی از مردم دیلمان و گیلان به اسم خونخواهی محمد بن زید شورش کرد و به سوی آمل حرکت کرد. اسماعیل پسرش احمد را برای مقابله با آنان فرستاد. در نبردی که در فلاس اتفاق افتاد سامانیان پیروز شدند و بعد از آن حکومتشان در طبرستان محکم شد. در این بین محمد بن هارون سر نافرمانی از اسماعیل را برداشت و بعد از مدتی به دعوت اهالی ری برای سرکوب حاکم نامحبوب ری به نام اوکرتمش به آن جا رفت و وی و فرزندانش را کشت و حاکم ری شد. اسماعیل در تعقیب او به سمت ری رفت و در سمنان خبر مرگ معتضد را دریافت کرد ولی به حرکت خود ادامه داد و اطراف ری با محمد بن هارون رو به رو شد و او را فراری داد. این گونه ری هم ذیل سلطهٔ سامانیان درآمد. این پیروزی‌ها منجر به سلطهٔ سامانیان از ری تا کاشغر شد.

### روابط با خلفا
با فروپاشی حکومت طاهریان در ۲۵۹ ه. / ۸۷۳ م. و تسلط سامانیان بر سرزمین‌های شرقی بلاد اسلامی؛ سامانیان که خود را در تابعیت طاهریان می‌دانستند از آن به بعد مستقیماً از خود خلیفه تأیید گرفتند و حکومت فرارود به آنان سپرده شد.
امارت اسماعیل همزمان با یک سال از خلافت معتمد عباسی، یازده سال از خلافت معتضد و پنج سال از خلافت مکتفی بالله، هفدهمین خلیفهٔ عباسی بود. اسماعیل با دستگاه خلافت رابطه خوبی داشت و برای جلب حمایت خلفای عباسی همیشه از آنان اطاعت می‌کرد. از آن سو خلافت از این که در دورترین نقاط شرقی خلافت کسانی در قدرت باشند که فرمانبردار خلیفه باشند و از مرزها دفاع کنند و به سرزمین کفار حمله کنند خیلی راضی بودند.
در باب رابطهٔ اسماعیل و خلفا در تاریخ منظوم ظفرنامه آمده‌است:
| به یاریِ اقبال و از فرِ بخت  |  | در ایران‌زمین یافت دیهیم و تخت |
| خلیفه در این وقت بد معتضد  |  | سماعیل بودی به او معتقد       |
| به حکمِ خلیفه امیرِ دلیر     |  | به جنگِ بنی لیث آمد چو شیر     |
| برانداخت آن تخمه را از مهی |  | از ایشان بدو رفت فرماندهی     |
| خلیفه بدو داد آن جایگاه    |  | که بودی بنی لیث را در بنا     |
| خراسان و کرمان و مازندران  |  | قهستان و قومس کران تا کران    |
| فرستاد منشورِ شاهی برش      |  | همان خلعتی فاخر اندر خورش     |

## واپسین سال‌ها و مرگ
اسماعیل در ۲۹۱ ه. / ۹۰۴ م. با هجوم تعداد زیادی از ترکان به فرارود مواجه شد ولی در نهایت توانست آنان را سرکوب کند و شاید به تلافی همین حملات دو سال بعد بار دیگر به سرزمین ترکان حمله کرد و چند شهر آنان را اشغال کرد. و در اواسط ماه صفر سال ۲۹۵ه. / ۹۰۷ م. در دهی به اسم زرمار در حوالی بخارا درگذشت و دفن شد. مرگ او ظاهراً به دلیل بیماری ناشی از هوای مرطوب ناحیهٔ جوی مولیان بوده. او بعد از مرگ به امیر ماضی مشهور شد.
مقبرهٔ امیر اسماعیل در بخارا که امروزه به مقبرهٔ سامانی یا گور امیر اسماعیل شهرت دارد یکی از شاهکارهای هنر و معماری و کاملاً منحصر به فرد است. برخی معتقدند تعدادی از امرای سامانی نیز در آن مدفونند. بسیاری این بنا را مهم‌ترین نمونهٔ تحول هنر آجرکاری در آغاز قرن چهارم هجری/ دهم میلادی دانسته‌اند که از اصالت زیادی برخوردار است در آجرکاری این بنا از طرح‌هایی چون دیسک و مروارید و از نقوش متداول دورهٔ سامانی استفاده شده.

## میراث
بعد از پیروزی امیر اسماعیل در جنگ با صفاریان امارت اسماعیل وارد مرحلهٔ جدیدی از تاریخش شد. پیروزی‌های پیاپی وی در جنگ با صفاریان و علویان و پس از چندی در سرحدات ترکان محدودهٔ حکمرانی وی را از یک منطقه محدود به سرزمینی وسیع گسترش داد و حکومت محلی او را به یک دولت خودمختار در شرق قلمرو اسلامی بدل کرد. فتح و الحاق خراسان، سیستان و طبرستان و خوارزم و پیشروی در سرحدات ترک و تأیید این فتوحات و الحاقات از سمت خلیفهٔ عباسی موجب شد این حکومت محلی به تنها دولت شرقی خلافت اسلامی در پایان قرن سوم هجری/ نهم میلادی تبدیل شود. در این دوره بخارا مرکز خلافت در شرق و همتراز با شهرهای مهمی مانند بغداد تلقی می‌شد. با مقایسهٔ این دوره با دوره قبلی درمیابیم که در دوره اول، اسماعیل مانند برادر و پدرش یک امیر محلی معمولی بود در حالی که رسمیت و اهمیت یافتن حکومت سامانی و تبدیل شدن آن به یک دولت خودمختار از زمانی است که جایگزین دو حکومت قدرتمند طاهریان و صفاریان شد و مراکز سیاسی، اجتماعی، فرهنگی، اقتصادی شرق ایران تحت الشعاع بخارا واقع شدند.
به اعتقاد هروی از آنجا که وی به نظر به داشتن فرهنگی شکوفا و علم و ادب اهمیت می‌داد سمرقندی گفته‌است وی فرمان داده السوادالاعظم که در زمینهٔ موضوعات دینی و تبیین و توجه به مسائل فقهی حنفی را صادر کرد این کتاب بعدها به فارسی ترجمه شد. پس یکی از اقدامات مهم این دوره را می‌توان احیای اسلام سنتی و تحکیم مبانی مکتب حنفی برشمرد.
تلاش‌های امیر اسماعیل سامانی موجب به وجود آمدن حکومتی شد که در ادوار دیگر آن دولت شاهد درخشش دانشمندان و نوابغ شاخصی هستیم و کتابخانه‌ها و مراکز علمی و فرهنگی را مشاهده می‌کنیم در حالی که در ابتدای دولت سامانی زیرساخت این مسائل موجود نبود و امیر اسماعیل فردی بود که این امکانات را فراهم کرد. روش نظری و عملی وی برای دولت‌مردان بعدی به ویژه خواجه نظام الملک نمونهٔ کمال مطلوب حکمرانی شد.

## منش و حیات فردی
هروی معتقد است محققان بعد از مطالعهٔ صدها منبع به هیچ گونه نکوهش و تقبیحی دربارهٔ وی پیدا نمی‌کنند و این مورد این حقیقت را اثبات می‌کند که که تمام منابع وی را ستوده‌اند و اقدامات او را تأیید می‌کنند و نمی‌توان منبعی را یافت که وی به دلیل اقدامات نسنجیده و نادرست مورد ملامت قرار گرفته باشد.
حاکم نیشابوری از او به عنوان «امام عادل و تزکیه کنندهٔ دین» یاد کرده. سمعانی با اشاره به شهرت غیرقابل مقایسهٔ او با دیگر امرای سامانی، وی را دارای صفات برجسته ای می‌داند. ثعالبی در کتب متعدد وی سخنان زیادی در مورد وی آورده و به شخصیت والای وی اشاره نموده‌است. این اقوال تاریخی موجب شده محققانی مانند بوشنر بین امیر اسماعیل و نوه اش نصر دوم مقایسه ای انجام دهند و مقام او را مهم‌تر از هر امیر سامانی دیگری حتی نصر دوم بدانند.
هروی به نقل از ابن اثیر آورده که وقتی وی امیر شد با دوستان و نزدیکان خود بیش از پیش مکاتبه و مراوده می‌کرد و وقتی به وی پیشنهاد شد این کار را نکند گفت: «بر ما واجب است که چون خداوند ما را سرفراز و بلند کرده‌است پس ما نیز دوستان خود را جلال و رفعت تا بر اخلاص خود نسبت به ما بیفزایند نه این که با بی‌توجهی به آنان، موقعیت آنان را تنزل بخشیده و خود را نیز از منظر آنان خوار و کوچک کنیم.» وی در جای دیگر اشاره می‌کند: «اسماعیل مردی خردمند و دادگر و نیک رفتار و بردبار و نسبت به رعیت مهربان بود. گویند: احمد فرزندش، معلم و مؤدب داشت. روزی اسماعیل بدون اطلاع معلم می‌گذشت. شنید که معلم به فرزندش دشنام می‌داد و می‌گفت: خداوند تو و آن کسی که فرزندش هستی، گرامی و خوش ندارد. اسماعیل وارد شد و گفت ای مرد آیا گمان می‌بری ما گناه‌کار هستیم که به ما ناسزا و فحش می‌دهی؟ آیا می‌توانی ما را از دشنام معاف بداری؟ معلم سخت ترسید و چون اسماعیل دید او ترسید دستور داد به او انعام و صله بدهند.» ابن حوقل نیز دربارهٔ وی چنین می‌گوید: «اسماعیل، پادشاه بزرگ و نیک سیرت و صاحب مناقب و محاسن بسیار و آثار خوب و اعمال شگفت‌انگیز است.»

زکریای رازی در مورد وی آورده: 
او پیوسته به مطالعه اشتغال داشت و سخت آن را دنبال می‌کرد، چراغ خود را در چراغدانی بر روی دیوار می‌نهاد و کتاب خود را بر آن دیوار تکیه می‌داد و به خواندن می‌پرداخت، تا اگر خواب او را در رباید، کتاب از دستش بیفتد و بیدار شود و به مطالعهٔ خود ادامه دهد. این امر چشم او را معیوب ساخت.

## خانواده

### تبارنامه
|  |  |  |  |  |  |  |  |  |  |  |  |  |  |       |       |       |       |       |       |          |          | بهرام چوبینه |          |          |          |         |         |         |         |          |          |          |          |          |          |  |  |         |         |         |         |         |         |  |  |  |  |  |  |  |  |  |  |  |  |  |  |  |  |  |  |  |  |  |  |  |  |  |  |  |  |
|  |  |  |  |  |  |  |  |  |  |  |  |  |  |       |       |       |       |       |       |          |          |              |          |          |          |         |         |         |         |          |          |          |          |          |          |  |  |         |         |         |         |         |         |  |  |  |  |  |  |  |  |  |  |  |  |  |  |  |  |  |  |  |  |  |  |  |  |  |  |  |  |
|  |  |  |  |  |  |  |  |  |  |  |  |  |  |       |       |       |       |       |       |          |          |              |          |          |          |         |         |         |         |          |          |          |          |          |          |  |  |         |         |         |         |         |         |  |  |  |  |  |  |  |  |  |  |  |  |  |  |  |  |  |  |  |  |  |  |  |  |  |  |  |  |
|  |  |  |  |  |  |  |  |  |  |  |  |  |  | شاپور | شاپور | شاپور | شاپور | شاپور | شاپور |          |          | مهران        | مهران    | مهران    | مهران    | مهران   | مهران   |         |         | نوش رد   | نوش رد   | نوش رد   | نوش رد   | نوش رد   | نوش رد   |  |  |         |         |         |         |         |         |  |  |  |  |  |  |  |  |  |  |  |  |  |  |  |  |  |  |  |  |  |  |  |  |  |  |  |  |
|  |  |  |  |  |  |  |  |  |  |  |  |  |  | شاپور | شاپور | شاپور | شاپور | شاپور | شاپور |          |          | مهران        | مهران    | مهران    | مهران    | مهران   | مهران   |         |         | نوش رد   | نوش رد   | نوش رد   | نوش رد   | نوش رد   | نوش رد   |  |  |         |         |         |         |         |         |  |  |  |  |  |  |  |  |  |  |  |  |  |  |  |  |  |  |  |  |  |  |  |  |  |  |  |  |
|  |  |  |  |  |  |  |  |  |  |  |  |  |  |       |       |       |       |       |       |          |          | تغماط        | تغماط    | تغماط    | تغماط    | تغماط   | تغماط   |         |         | سیاوش    | سیاوش    | سیاوش    | سیاوش    | سیاوش    | سیاوش    |  |  |         |         |         |         |         |         |  |  |  |  |  |  |  |  |  |  |  |  |  |  |  |  |  |  |  |  |  |  |  |  |  |  |  |  |
|  |  |  |  |  |  |  |  |  |  |  |  |  |  |       |       |       |       |       |       |          |          | تغماط        | تغماط    | تغماط    | تغماط    | تغماط   | تغماط   |         |         | سیاوش    | سیاوش    | سیاوش    | سیاوش    | سیاوش    | سیاوش    |  |  |         |         |         |         |         |         |  |  |  |  |  |  |  |  |  |  |  |  |  |  |  |  |  |  |  |  |  |  |  |  |  |  |  |  |
|  |  |  |  |  |  |  |  |  |  |  |  |  |  |       |       |       |       |       |       |          |          | جتمان        |          |          |          |         |         |         |         |          |          |          |          |          |          |  |  |         |         |         |         |         |         |  |  |  |  |  |  |  |  |  |  |  |  |  |  |  |  |  |  |  |  |  |  |  |  |  |  |  |  |
|  |  |  |  |  |  |  |  |  |  |  |  |  |  |       |       |       |       |       |       |          |          |              |          |          |          |         |         |         |         |          |          |          |          |          |          |  |  |         |         |         |         |         |         |  |  |  |  |  |  |  |  |  |  |  |  |  |  |  |  |  |  |  |  |  |  |  |  |  |  |  |  |
|  |  |  |  |  |  |  |  |  |  |  |  |  |  |       |       |       |       |       |       |          |          | سامان خدا    |          |          |          |         |         |         |         |          |          |          |          |          |          |  |  |         |         |         |         |         |         |  |  |  |  |  |  |  |  |  |  |  |  |  |  |  |  |  |  |  |  |  |  |  |  |  |  |  |  |
|  |  |  |  |  |  |  |  |  |  |  |  |  |  |       |       |       |       |       |       |          |          |              |          |          |          |         |         |         |         |          |          |          |          |          |          |  |  |         |         |         |         |         |         |  |  |  |  |  |  |  |  |  |  |  |  |  |  |  |  |  |  |  |  |  |  |  |  |  |  |  |  |
|  |  |  |  |  |  |  |  |  |  |  |  |  |  |       |       |       |       |       |       |          |          | اسد          |          |          |          |         |         |         |         |          |          |          |          |          |          |  |  |         |         |         |         |         |         |  |  |  |  |  |  |  |  |  |  |  |  |  |  |  |  |  |  |  |  |  |  |  |  |  |  |  |  |
|  |  |  |  |  |  |  |  |  |  |  |  |  |  |       |       |       |       |       |       |          |          |              |          |          |          |         |         |         |         |          |          |          |          |          |          |  |  |         |         |         |         |         |         |  |  |  |  |  |  |  |  |  |  |  |  |  |  |  |  |  |  |  |  |  |  |  |  |  |  |  |  |
|  |  |  |  |  |  |  |  |  |  |  |  |  |  |       |       |       |       |       |       |          |          |              |          |          |          |         |         |         |         |          |          |          |          |          |          |  |  |         |         |         |         |         |         |  |  |  |  |  |  |  |  |  |  |  |  |  |  |  |  |  |  |  |  |  |  |  |  |  |  |  |  |
|  |  |  |  |  |  |  |  |  |  |  |  |  |  | الیاس | الیاس | الیاس | الیاس | الیاس | الیاس |          |          | احمد         | احمد     | احمد     | احمد     | احمد    | احمد    |         |         | یحیی     | یحیی     | یحیی     | یحیی     | یحیی     | یحیی     |  |  | نوح     | نوح     | نوح     | نوح     | نوح     | نوح     |  |  |  |  |  |  |  |  |  |  |  |  |  |  |  |  |  |  |  |  |  |  |  |  |  |  |  |  |
|  |  |  |  |  |  |  |  |  |  |  |  |  |  | الیاس | الیاس | الیاس | الیاس | الیاس | الیاس |          |          | احمد         | احمد     | احمد     | احمد     | احمد    | احمد    |         |         | یحیی     | یحیی     | یحیی     | یحیی     | یحیی     | یحیی     |  |  | نوح     | نوح     | نوح     | نوح     | نوح     | نوح     |  |  |  |  |  |  |  |  |  |  |  |  |  |  |  |  |  |  |  |  |  |  |  |  |  |  |  |  |
|  |  |  |  |  |  |  |  |  |  |  |  |  |  |       |       |       |       |       |       |          |          |              |          |          |          |         |         |         |         |          |          |          |          |          |          |  |  |         |         |         |         |         |         |  |  |  |  |  |  |  |  |  |  |  |  |  |  |  |  |  |  |  |  |  |  |  |  |  |  |  |  |
|  |  |  |  |  |  |  |  |  |  |  |  |  |  |       |       |       |       | نصر   | نصر   | نصر      | نصر      | نصر          | نصر      |          |          | اسماعیل | اسماعیل | اسماعیل | اسماعیل | اسماعیل  | اسماعیل  |          |          |          |          |  |  |         |         |         |         |         |         |  |  |  |  |  |  |  |  |  |  |  |  |  |  |  |  |  |  |  |  |  |  |  |  |  |  |  |  |
|  |  |  |  |  |  |  |  |  |  |  |  |  |  |       |       |       |       | نصر   | نصر   | نصر      | نصر      | نصر          | نصر      |          |          | اسماعیل | اسماعیل | اسماعیل | اسماعیل | اسماعیل  | اسماعیل  |          |          |          |          |  |  |         |         |         |         |         |         |  |  |  |  |  |  |  |  |  |  |  |  |  |  |  |  |  |  |  |  |  |  |  |  |  |  |  |  |
|  |  |  |  |  |  |  |  |  |  |  |  |  |  |       |       |       |       |       |       |          |          |              |          |          |          | احمد    |         |         |         |          |          |          |          |          |          |  |  |         |         |         |         |         |         |  |  |  |  |  |  |  |  |  |  |  |  |  |  |  |  |  |  |  |  |  |  |  |  |  |  |  |  |
|  |  |  |  |  |  |  |  |  |  |  |  |  |  |       |       |       |       |       |       |          |          |              |          |          |          |         |         |         |         |          |          |          |          |          |          |  |  |         |         |         |         |         |         |  |  |  |  |  |  |  |  |  |  |  |  |  |  |  |  |  |  |  |  |  |  |  |  |  |  |  |  |
|  |  |  |  |  |  |  |  |  |  |  |  |  |  |       |       |       |       |       |       |          |          |              |          |          |          | نصر     |         |         |         |          |          |          |          |          |          |  |  |         |         |         |         |         |         |  |  |  |  |  |  |  |  |  |  |  |  |  |  |  |  |  |  |  |  |  |  |  |  |  |  |  |  |
|  |  |  |  |  |  |  |  |  |  |  |  |  |  |       |       |       |       |       |       |          |          |              |          |          |          |         |         |         |         |          |          |          |          |          |          |  |  |         |         |         |         |         |         |  |  |  |  |  |  |  |  |  |  |  |  |  |  |  |  |  |  |  |  |  |  |  |  |  |  |  |  |
|  |  |  |  |  |  |  |  |  |  |  |  |  |  |       |       |       |       |       |       |          |          |              |          |          |          | نوح     |         |         |         |          |          |          |          |          |          |  |  |         |         |         |         |         |         |  |  |  |  |  |  |  |  |  |  |  |  |  |  |  |  |  |  |  |  |  |  |  |  |  |  |  |  |
|  |  |  |  |  |  |  |  |  |  |  |  |  |  |       |       |       |       |       |       |          |          |              |          |          |          |         |         |         |         |          |          |          |          |          |          |  |  |         |         |         |         |         |         |  |  |  |  |  |  |  |  |  |  |  |  |  |  |  |  |  |  |  |  |  |  |  |  |  |  |  |  |
|  |  |  |  |  |  |  |  |  |  |  |  |  |  |       |       |       |       |       |       |          |          |              |          |          |          |         |         |         |         |          |          |          |          |          |          |  |  |         |         |         |         |         |         |  |  |  |  |  |  |  |  |  |  |  |  |  |  |  |  |  |  |  |  |  |  |  |  |  |  |  |  |
|  |  |  |  |  |  |  |  |  |  |  |  |  |  |       |       |       |       |       |       | عبدالملک | عبدالملک | عبدالملک     | عبدالملک | عبدالملک | عبدالملک |         |         |         |         | منصور    | منصور    | منصور    | منصور    | منصور    | منصور    |  |  |         |         |         |         |         |         |  |  |  |  |  |  |  |  |  |  |  |  |  |  |  |  |  |  |  |  |  |  |  |  |  |  |  |  |
|  |  |  |  |  |  |  |  |  |  |  |  |  |  |       |       |       |       |       |       | عبدالملک | عبدالملک | عبدالملک     | عبدالملک | عبدالملک | عبدالملک |         |         |         |         | منصور    | منصور    | منصور    | منصور    | منصور    | منصور    |  |  |         |         |         |         |         |         |  |  |  |  |  |  |  |  |  |  |  |  |  |  |  |  |  |  |  |  |  |  |  |  |  |  |  |  |
|  |  |  |  |  |  |  |  |  |  |  |  |  |  |       |       |       |       |       |       |          |          |              |          |          |          |         |         |         |         | نوح      |          |          |          |          |          |  |  |         |         |         |         |         |         |  |  |  |  |  |  |  |  |  |  |  |  |  |  |  |  |  |  |  |  |  |  |  |  |  |  |  |  |
|  |  |  |  |  |  |  |  |  |  |  |  |  |  |       |       |       |       |       |       |          |          |              |          |          |          |         |         |         |         |          |          |          |          |          |          |  |  |         |         |         |         |         |         |  |  |  |  |  |  |  |  |  |  |  |  |  |  |  |  |  |  |  |  |  |  |  |  |  |  |  |  |
|  |  |  |  |  |  |  |  |  |  |  |  |  |  |       |       |       |       |       |       |          |          |              |          |          |          |         |         |         |         |          |          |          |          |          |          |  |  |         |         |         |         |         |         |  |  |  |  |  |  |  |  |  |  |  |  |  |  |  |  |  |  |  |  |  |  |  |  |  |  |  |  |
|  |  |  |  |  |  |  |  |  |  |  |  |  |  |       |       |       |       |       |       |          |          | منصور        | منصور    | منصور    | منصور    | منصور   | منصور   |         |         | عبدالملک | عبدالملک | عبدالملک | عبدالملک | عبدالملک | عبدالملک |  |  | اسماعیل | اسماعیل | اسماعیل | اسماعیل | اسماعیل | اسماعیل |  |  |  |  |  |  |  |  |  |  |  |  |  |  |  |  |  |  |  |  |  |  |  |  |  |  |  |  |